# Haftanstalt Illéla
Die Haftanstalt Illéla (französisch Maison d’arrêt d’Illéla) ist ein Gefängnis in der Stadt Illéla in Niger.

## Baubeschreibung und Geschichte
Die Haftanstalt befindet sich im Osten der Stadt Illéla in der Region Tahoua. Sie ist auf eine Aufnahmekapazität von 80 Insassen ausgelegt. Es handelt sich um eine nicht spezialisierte Anstalt, in der generell Personen, die mit dem Gesetz in Konflikt geraten sind, inhaftiert werden.
Das Gefängnis besteht seit dem Jahr 1994. Im Jahr 2019 betrug die Auslastung mit Häftlingen 238,75 %. Die Haftanstalt Illéla gehörte damit zu den zehn am meisten von Überbelegung betroffenen Gefängnissen in Niger. Im Rahmen der Bekämpfung der COVID-19-Pandemie in Niger erließ Staatspräsident Mahamadou Issoufou am 30. März 2020 landesweit 1540 Gefangenen ihre restliche Haftstrafe, darunter 30 in der Haftanstalt Illéla.